# Juan Antonio Bava
Juan Antonio Bava, né le 10 octobre 1947, est un ancien arbitre argentin de football, qui officia de 1984 à 1993. 

## Carrière
Il a officié dans des compétitions majeures :
- Supercopa Sudamericana 1989 (match retour)
- Coupe du monde de football des moins de 20 ans 1989 (1 match)
- Coupe du monde de football des moins de 17 ans 1991 (1 match)